# Escola Superior dels Bells Oficis
L'Escola Superior dels Bells Oficis fou un centre d'ensenyament destinat a la formació d'obrers especialitzats; fundat a Barcelona per la Diputació el 18 de maig de 1914 i clausurat el 1924 durant la dictadura del general Primo de Rivera.
La figura d'Enric Prat de la Riba és a l'origen d'aquesta institució. President de la Diputació i president de la Mancomunitat de Catalunya, fundà el 1913 el Consell d'Investigació Pedagògica, organisme cultural per a la recerca i l'assessorament pedagògic. Francesc Galí fou nomenat conseller tècnic d'aquella entitat, essent un dels elaboradors del projecte del centre d'ensenyament.
L'octubre de 1915 s'obre l'Escola Superior dels Bells Oficis, inspirada en l'Escola d'Art Galí i també deutora del Projecte d'una escola d'artesans de belles arts d'Esteve Monegal. Francesc Galí hi compaginà tasques com a professor en les matèries de Dibuix i Color amb les de director. Posteriorment, el curs 1918 - 1919, es reforçà el projecte pedagògic amb l'obertura de l'Escola Tècnica d'Oficis d'Art de la qual també fou director Galí. Les dues escoles eren inscrites i coordinades per la Universitat Industrial de Barcelona. Els alumnes de l'Escola Superior dels Bells Oficis sortien titulats com a "directors" en les carreres d'Arts de la Terra, Arts de la Fusta, Arts del Teixit i del Cuiro i Jardineria. Però necessitaven la formació d'uns obrers qualificats que els proporcionava l'Escola Tècnica d'Oficis d'Art.
L'Escola organitzà els seus ensenyaments entorn de quatre grans especialitats: les arts del jardí, les arts de la terra, les arts de la fusta i la tapisseria. I amb les matèries distribuïdes en tres anys. En el primer s'estudiava dibuix i color, escultura, història general de l'art, històries especials de l'art, geometria descriptiva, perspectiva i ombres. En el segon i tercer es professaven cursos semestrals de geologia, topografia, anatomia i fisiologia vegetals i botànica. A més, també es cursaven les assignatures següents: estudis gràfics de jardineria i projectes, pràctiques de jardineria i floricultura.
Aquest nou centre va ser visitat per personalitats de reconegut prestigi, com Jean-Claude Nicolas Forestier, conservador del parc públic parisenc del Bois de Bologne, que va pronunciar la conferència d'inauguració del curs 1916-1917.
En temps de la Mancomunitat, l'Escola Superior de Bells Oficis va formar uns 300 alumnes, atesos per 12 professors, un director i un secretari, un fuster i un jardiner pràctics.
L'any 1924 es destitueix tot el professorat i finalment es produeix el tancament tant de l'Escola Superior dels Bells Oficis com de l'Escola Tècnica d'Oficis d'Art. Es considera que el motiu de fons per a aquesta clausura fou el paper de reconstrucció de la cultura catalana que aquestes escoles estaven realitzant. Encara que l'espurna que engegà aquest procés fou l'adhesió de cent professors de la Universitat Industrial a una carta de solidaritat amb el Dr. Dwelshauvers. Aquest havia estat criticat pel Conseller de Cultura de la Mancomunitat, el baró de Viver, durant la dictadura del general Primo de Rivera.